# Lucidité terminale
La lucidité terminale, aussi appelée le mieux avant la fin, est un retour inattendu de la conscience, de la clarté mentale ou de la mémoire peu avant la mort chez une personne souffrant de troubles psychiques ou neurologiques sévères,. La lucidité terminale est un terme plus étroit que le phénomène de lucidité paradoxale, où le retour de la clarté mentale peut se produire à tout moment (pas seulement avant la mort),. Cependant, la lucidité terminale n'est pas considérée comme un terme médical et il n'y a pas de consensus officiel sur les caractéristiques d'identification.
La lucidité terminale est un phénomène mal compris dans le contexte de la recherche médicale et psychologique, et il n'y a pas de consensus sur les mécanismes sous-jacents. Son existence remet en cause le paradigme de l'irréversibilité des démences chroniques dégénératives. L'étude de la lucidité en phase terminale pose des problèmes éthiques en raison de la nécessité d'obtenir un consentement éclairé. Les soignants sont également confrontés à des défis éthiques concernant la sédation profonde, qui pourrait limiter la lucidité en phase terminale, et la manière de répondre aux demandes de modification des plans de soins émanant des membres de la famille.

## Histoire
Au XIXe siècle, plusieurs rapports de cas décrivent l'état inhabituel d'une amélioration et d'un rétablissement de l'état mental chez des personnes quelques jours ou quelques semaines avant leur mort. En 1887, William Munk appelle ce phénomène « l'illumination avant la mort ».
Selon des analyses historiques menées par le biologiste Michael Nahm, le phénomène est observé chez des personnes souffrant de maladies entraînant des troubles cognitifs progressifs, telles que la maladie d'Alzheimer, mais aussi la schizophrénie, les tumeurs, les accidents vasculaires cérébraux, la méningite et la maladie de Parkinson,,, ce qui fait de la lucidité terminale un phénomène difficile à classer. Les chercheurs ne savent pas si le phénomène se produit chez toutes les personnes, quels que soient leurs antécédents médicaux,. En 2018, un groupe de chercheurs de l'hôpital de l'université Dongguk d'Ilsan publie une étude portant sur l'observation de personnes plusieurs semaines avant leur décès. Sur 151 décès, six personnes connaissent une lucidité terminale. Ces six personnes ont des causes d'admission différentes, et à l'admission, trois d'entre elles étaient alertes et conscientes et les trois autres étaient somnolentes. Les causes de décès les plus fréquentes chez ces personnes sont différentes maladies infectieuses ou des complications du cancer. Une enquête menée auprès de 45 bénévoles canadiens en soins palliatifs révèle que 33 % d'entre eux avaient été personnellement témoins d'au moins un cas de lucidité terminale au cours de l'année écoulée.
Selon Nahm, elle peut être présente même chez des personnes ayant déjà souffert d'un handicap mental. Nahm définit deux sous-types : celui qui survient progressivement (une semaine avant la mort) et celui qui survient rapidement (quelques heures avant la mort), le premier étant plus fréquent que le second. De nombreux cas sont rapportés dans la littérature, bien que l'expression lucidité terminale n'ait été inventée qu'en 2009. L'intérêt pour cet état, qui diminue au cours du XXe siècle, est ravivé par de nouvelles études.

## Caractéristiques
La lucidité terminale se caractérise par un renversement transitoire des symptômes physiques d'une maladie telle que la maladie d'Alzheimer et d'autres démences similaires. Elle prend souvent la forme d'une clarté mentale soudaine, inattendue et de courte durée chez les patients souffrant de troubles de la mémoire à un stade avancé ; par exemple, les personnes qui étaient auparavant non verbales ou qui avaient des capacités de communication limitées peuvent retrouver leur capacité à parler. Les personnes qui font l'expérience de la lucidité terminale peuvent également se souvenir et reconnaître soudainement des personnes qu'elles n'étaient plus en mesure d'identifier.
Pendant la lucidité terminale, les capacités cognitives et la mémoire fonctionnent différemment de celles des personnes non affectées.
La lucidité terminale survient généralement à proximité immédiate (<6 mois) de la mort du patient qui en fait l'expérience, mais il existe aussi des cas où le patient survit plus longtemps, qui sont plus souvent appelés lucidité « paradoxale » que lucidité terminale.